# Semiología médica
En medicina, la semiología clínica es el cuerpo de conocimientos que se ocupa de cómo  identificar las diversas manifestaciones patológicas (signos o manifestaciones clínicas objetivas y síntomas o percepciones subjetivas), de cómo buscar estas manifestaciones (semiotecnia), de cómo reunirlas en síndromes, y de cómo interpretarlas, jerarquizarlas y razonarlas (clínica semiológica o propedéutica). Gracias a ese cuerpo de conocimiento se puede llegar al diagnóstico.
Esta información se obtiene, generalmente, durante la confección de la historia clínica (fundamentalmente el interrogatorio y el examen físico del paciente) en el contexto de la entrevista médica.
El método de trabajo o los procedimientos aplicados para la obtención de los datos se conocen como método clínico.

## Descripción
La semiología constituye el pilar fundamental de la medicina clínica. Es la ciencia del diagnóstico. Presenta un método de ordenamiento de los conocimientos (método clínico) y un objetivo: el diagnóstico de los problemas de salud. Parte de observaciones simples y construye conocimientos de complejidad creciente. Observación, construcción y aplicación a la situación concreta.
José Mogollón indica que «la semiología médica es la disciplina clave para realizar el diagnóstico».
Al ser una ciencia humanista, la semiología aplica una mirada biológica, psicológica, social y ética de los problemas en el marco del vínculo médico-paciente. Más aún, bien desarrollada, esta disciplina permite al médico no sólo orientarse en el diagnóstico, sino tener una apreciación pronóstica y plantear las líneas generales del tratamiento. De ahí la aserción de Laubry: «La semiología no es solo la gramática de la Medicina, sino la Medicina misma». En síntesis la semiología en Medicina es lenguaje y metodología de pensamiento.
El contexto de su aplicación es la consulta médica. La ciencia semiológica en Medicina es aplicada en las distintas especialidades tanto clínicas como quirúrgicas. En la semiología clínica se implementa la semiología cardíaca, pulmonar, dermatológica, otorrinolaringológica, psiquiátrica, endocrinológica, etc.
El instrumento de registro de la semiología clínica es la historia clínica o la historia clínica electrónica.

## Tipos
La semiología clínica varía de acuerdo con la especialidad en la que se aplique:
- semiología cardiológica
- semiología endocrinológica
- semiología gastroenterológica
- semiología ginecobstétrica
- semiología hematológica
- semiología neumonológica
- semiología neurológica
- semiología oftalmológica
- semiología pediátrica
- semiología psiquiátrica
- semiología reumatológica
- semiología traumatológica
- semiología radiológica
- semiología estomatológica
- semiología prostática
- semiología anal

## Otra acepción de la palabra «semiología»
El término «semiología» también hace referencia al uso de vocablos particulares dentro de una disciplina. En otras palabras, la semiología es el lenguaje propio de los médicos para definir las manifestaciones presentadas por los pacientes. Cada profesión tiene su propia semiología. De ahí que existe la semiología legal, la semiología arquitectónica, etc.